# Ергінг
Ергінг — валлійська держава на території сучасної Великої Британії, що утворилася на початку VII століття з королівства Гвент. Напочатку боролася за самостійність проти сусідніх валлійських королівств, а також проти саксів та англів. Протягом першої половини VIII ст. боролася проти Мерсії. У 755 році в результаті династичного шлюбу приєднано до королівства Гвент.

## Історія
Ергінг став самостійним королівством близько 610 року, коли дістався в спадок Пейбіо, другого сина Ерба, короля Гвенту. Його столицею був Кайра-Аріконій (сучасний Вестон-апон-Пен'ярд), від якого пішла назва всього королівства (Aricon = Ercing = Ergyng).
645 року королівство Ергінг було захоплено Мейрігом ап Теудрігом, королем Гвенту та Гвівісінгу, який передав владу своєму синові Артуісу, але той не пережив батька. Тому 655 року Ергінг приєднано до Гвенту. Проте 665 року королівство стало знову незалежним під орудою Ітела ап Артуіса.
Близько 755 року Гвент розділили між спадкоємцями Ітела ап Моргана, Ергінг зовсім перестав згадуватися як самостійне королівство. Вже при Фернвайле ап Ітелі його захопили сакси й він випав зі сфери впливу валлійських правителів.

## Географія
Ергінг розташовувався на схід від річки Монно, обіймаючи долину річки Вай і більшу частину території сучасного Герефордшира, північ Монмутширу. Доходив до лісу Діна в Глостерширі.

## Королі
- Пейбіо, 610-615 роки
- Кінвін ап Пейбіо, 615—625 роки
- Гурводу Старий, 625—630 роки
- Гурган Великий, 630—645 роки
- Артуіс ап Мейріг, 645—655 роки
- приєднано до Гвенту, 655—665 роки
- Ітел ап Артуіс, 665—685 роки
- Морган ап Артуіс, 685—715 роки
- Ітел ап Морган, 715—755 роки